# Thorleif Schjelderup
Thorleif Schjelderup (né le 20 janvier 1920 et décédé le 28 mai 2006) est un ancien sauteur à ski norvégien.

## Palmarès

### Jeux olympiques
| Épreuve / Édition | St-Moritz 1948 |
| Individuel        | Bronze         |